# Thailandoniscus annae
Thailandoniscus annae är en kräftdjursart som beskrevs av Henri Dalens 1989. Thailandoniscus annae ingår i släktet Thailandoniscus och familjen Styloniscidae. Inga underarter finns listade i Catalogue of Life.